# Michael Santos
Michael Santos, vollständiger Name Michael Nicolás Santos Rosadilla, (* 13. März 1993 in Pando) ist ein uruguayischer Fußballspieler.

## Karriere

### Verein
Der 1,75 Meter große Offensivakteur Santos stand seit 2011 im Kader des uruguayischen Erstligisten River Plate Montevideo. In jener Saison absolvierte er eine Partie (kein Tor) in der Primera División. In den Folgespielzeiten 2011/12, 2012/13 und 2013/14 werden für Santos insgesamt 38 weitere Ligaeinsätze mit neun persönlichen Torerfolgen (2011/12: 8 Spiele/1 Tor; 2012/13: 8/1; 2013/14: 22/7) bei River Plate Montevideo geführt. Zudem bestritt er vier Spiele in der Copa Sudamericana 2013. Dabei traf er zweimal. In der Saison 2014/15 wurde er 29-mal (21 Tore) in der Primera División und dreimal (drei Tore) in der Copa Sudamericana 2014 eingesetzt. Während der Spielzeit 2015/16 traf er elfmal bei 23 Erstligaeinsätzen. Zudem stehen vier Tore in sieben absolvierten Partien der Copa Libertadores 2016 für ihn zu Buche. Anfang Juli 2016 wechselte er zum FC Málaga und unterschrieb einen Vierjahresvertrag. Bei den Spaniern wurde er in der Saison 2016/17 in 14 Ligaspielen (drei Tore) und zweimal (ein Tor) in der Copa del Rey eingesetzt. Im August 2017 wurde sein bevorstehender Wechsel auf Leihbasis zum Zweitligisten Sporting Gijón vermeldet. Auch die folgende Spielzeit 2018/19 verbrachte er ausgeliehen an CD Leganés. Dann wurde er im Sommer fest vom FC Kopenhagen verpflichtet und von dort ein Jahr später erneut an CD Leganés verliehen. Im Februar 2021 kehrte er Europa den Rücken und wechselte zu CA Talleres nach Argentinien, wo er einen Vertrag mit einer Laufzeit von drei Jahren unterschrieb.

### Nationalmannschaft
Santos kann keine Länderspieleinsätze in den verschiedenen Altersklassen der Juniorenauswahlen aufweisen. Am 19. Mai 2015 wurde er jedoch von Trainer Fabián Coito zunächst für den vorläufigen Kader der U-22 bei den Panamerikanischen Spielen 2015 in Toronto nominiert. Schließlich gehörte er auch dem endgültigen Aufgebot an und gewann das Turnier mit der Celeste.
Am 8. September 2015 debütierte er unter Óscar Tabárez bei der 0:1-Freundschaftsspielniederlage gegen die Nationalelf Costa Ricas in der A-Nationalmannschaft, als er in der 61. Spielminute für Jonathan Rodríguez eingewechselt wurde. Insgesamt absolvierte er bislang zwei A-Länderspiele (kein Tor). Sein vorläufig letzter Einsatz datiert vom 12. November 2015.

### Erfolge
- Goldmedaille bei den Panamerikanischen Spielen 2015